# Стивенсвил (Монтана)
Стивенсвил (енгл. Stevensville) град је у америчкој савезној држави Монтана.

## Демографија
По попису из 2010. године број становника је 1.809, што је 256 (16,5%) становника више него 2000. године.
| Група             | 2000.         | 2010.         |
| Белци             | 1.478 (95,2%) | 1.695 (93,7%) |
| Афроамериканци    | 4 (0,3%)      | 1 (0,1%)      |
| Азијати           | 4 (0,3%)      | 7 (0,4%)      |
| Хиспаноамериканци | 31 (2,0%)     | 62 (3,4%)     |
| Укупно            | 1.553         | 1.809         |